# Dartos
El dartos es una membrana fibrocelulosa muy retráctil de un aspecto rojizo y dotada de algunos vasos, se encuentra recubierto por su propia fascia. Es la segunda capa estructural de las bolsas testiculares: entre la piel y la fascia espermática externa.  Su dirección es perpendicular a la de los pliegues transversales del escroto. Contiene todos los componentes de las bolsas, separando ambos compartimientos.
Hay dos dartos, uno para cada mitad del escroto, cada uno forma un saco aparte para el testículo y su cordón. El dartos se inserta en toda la extensión de la rama isquiopubiana después en la mitad interna del ligamento de Poupart y en los dos pilares del anillo inguinal, allí sus fibras pasan entre las fibrillas que constituyen la fascia subcutánea profunda del ábdomen para entrelazarse con la aponeurosis del grande oblicuo y continuarse con las fibras del músculo recto. Hacia abajo rodea la uretra y se une a la hoja profunda de la fascia superficial del periné. La aproximación de los dartos constituye el tabique de las bolsas que falta en los casos de división congénita y en donde serpea el ramo inferior de la arteria del tabique de la pudenda interna, naciendo hacia la inserción del músculo trasverso, entre aquel y la piel se desliza sobre el vulvo cavernoso y se hunde en la unión de los dartos donde se termina. Suministra la porción superficial del ligamento suspensorio del miembro viril. Un derrame situado en la segunda hoja de la fascia perineal puede penetrar en los dartos y que viniendo la orina de la porción vulvosa de la uretra puede llegar al miembro viril.
Es considerado como el tejido que forma el paso de tejido celular a muscular. La túnica fibrosa propia forma un saco piriforme que tomado en su origen del anillo inguinal exterior se prolonga y desciende para formar una cubierta general al testículo y a su cordón parece ser una espansion de la aponeurosis del grande oblicuo se hace en seguida más delgada y degenera en una lámina celulosa.

## Reflejo del Dartos
Contracción del músculo, que responde a frío o emociones, corresponde a las fibras simpáticas. Permite mantener la temperatura óptima para el funcionamiento de los testículos.